# Phénanthrène
Le phénanthrène (provenant de phényl et anthracène) est un hydrocarbure aromatique polycyclique (HAP) composé de trois anneaux (noyaux ou cycles) de benzène (C'est un HAP dit « tricyclique »). Ces anneaux sont fusionnés et de formule C14H10.

Il a cinq structures de résonance.
Le phénanthrène est à la base de nombreux composés comme la morphine ou le cholestérol.
C'est un composé organique (toxique) qui fait partie des polluants organiques persistants (POPs). On le trouve dans l'environnement surtout dans les sols et les sédiments, et il est essentiellement produit avec les goudrons, par une mauvaise combustion des hydrocarbures ou du bois (inserts, foyers fermés faiblement alimentés en air). Il n'est pas considéré comme très toxique parmi les HAP, mais il a peu été étudié de ce point de vue.
Son seuil olfactif est de 7×10-3 ppm.

Très peu soluble dans l’eau et dans l'air (à température ambiante), il est peu mobile dans le sol où il s'adsorbe sur les particules grasses ou la matière organique (lipides notamment).

In vitro et chez le cobaye, il pénètre très bien la peau (chez l’animal la peau absorbe 80 % du phénanthrène qui y est appliqué).

## Chimie

### Caractéristiques physico-chimiques

#### État solide
Le phénanthrène présente trois formes cristallines connues :
- Une forme basse température (BT), monoclinique, de densité égale à 1,222 g•cm-3 à 21 °C et 1 atm[16],
- Une forme haute température (HT), monoclinique, de densité égale à 1,189 g•cm-3 à 71 °C et 1 atm[16],
- Une forme haute pression (HP), monoclinique, de densité égale à 1,371 g•cm-3 à 20 °C et 700 MPa[17].

|                       | Forme BT     | Forme HT     | Forme HP     |
| --------------------- | ------------ | ------------ | ------------ |
| Système cristallin    | Monoclinique | Monoclinique | Monoclinique |
| Groupe d'espace       | P21          | P21/c        | P21/n        |
| Paramètres de maille  |              |              |              |
| a (Å)                 | 8,441        | 8,506        | 12,937       |
| b (Å)                 | 6,140        | 6,215        | 3,822        |
| c (Å)                 | 9,438        | 9,525        | 17,693       |
| β (°)                 | 97,96        | 98,73        | 99,13        |
| Propriétés physiques  |              |              |              |
| Volume de maille (Å3) | 484,4        | 497,7        | 863,7        |
| Densité (g/mL)        | 1,222        | 1,189        | 1,371        |

Sous pression atmosphérique, une transition réversible entre les formes basse et haute température est observée, généralement aux alentours de 65 °C. Toujours sous 1 atm, la température de fusion du composé avoisine 100 °C (c'est la forme haute température qui fond alors), avec quelques légères variations selon les auteurs et la pureté chimique du produit.
Les cristaux des formes basse et haute température sont incolores et monocliniques.

#### Réactivité chimique
Les réactions typiques du phénanthrène concernent les positions 9 et 10. Typiquement, il peut être oxydé par le permanganate de potassium en 9,10-phénanthrènedione.
Contrairement à son isomère l'anthracène, le phénanthrène ne réagit pas avec l'anhydride maléique pour former le produit de Diels-Alder correspondant.

#### Autres données physico-chimiques
Densité de la vapeur (par rapport à l'air) : 6,15

Log Kow 4,57 (4,28 à 4,63 selon les auteurs) Hansen et al. (1993)

Constante de Henry (Pa·m3·mol-1)
- 2,90 Pa·m3·mol-1  à 20 °C
- 3,98 Pa·m3·mol-1  à 25 °C
- 0,61 Pa·m3·mol-1 - 4,56 Pa·m3·mol-1 de 20 à 25 °C selon les auteurs Maagd et al. (1998)[20], Mackay et al. (1979)[21]

Coefficient de diffusion dans l’air 5,4×10-2 cm2·s .

Coefficient de diffusion dans l’eau 5,7×101 cm2·s .

Coefficient de diffusion à travers le PEHD  2,0×10-7 m2·j

Perméabilité cutanée à une solution aqueuse : faute de valeur expérimentale disponible, l'INERIS a proposé de retenir la valeur de 0,23 cm·h-1, calculée à partir du Kow du phénanthrène par l'US EPA (1992).
Facteur de conversion (dans l'air à 20 °C): 
- 1 ppm = 7,41 mg·m-3  et
- 1 mg·m-3 = 0,13 ppm

### Impuretés et purification
Selon le mode de production du composé, diverses impuretés peuvent être détectées dans les échantillons de phénanthrène commercial. Les lots produits à partir du goudron présentent généralement les impuretés suivantes : naphtalène, biphényle, fluorène, dihydroanthracène, dihydrophénanthrène, dibenzothiophène, anthracène, carbazole, fluoranthène et pyrène,,,,. La nature et la teneur des impuretés peut toutefois varier selon le fournisseur et le grade de pureté.
Diverses procédures ont été établies pour permettre l'élimination de certaines de ces impuretés :
- Le traitement du phénanthrène avec l'anhydride maléique permet, dans de bonnes conditions de réactions, de transformer l'anthracène en son produit de Diels-Alder avec l'anhydride maléique[25]. Cette nouvelle impureté peut être extraite par extraction liquide-liquide en utilisant une phase aqueuse à pH alcalin. Durant l'extraction, le phénanthrène reste dans la phase organique, tandis que le produit de Diels-Alder de l'anthracène avec l'anhydride maléique est converti en double sel de sodium hydrosoluble, lequel passe donc en phase aqueuse. La récupération de la phase organique et l'évaporation du solvant permet ainsi d'obtenir du phénanthrène débarrassé de l'anthracène.
- Le retrait des impuretés du phénanthrène peut également s'opérer par fusion de zone, technique efficace pour la plupart des impuretés[25], excepté le fluorène[24],[25]. Pour faciliter le retrait des impuretés via cette technique, le dibenzothiophène peut être converti en biphényle par action du sodium fondu sur le phénanthrène en présence d'hydrogène. Le retrait du biphényle par fusion de zone est plus aisé que celui du dibenzothiophène[25].
- Le retrait des impuretés 9,10-dihydroanthracène et 9,10-dihydrophénanthrène est total après purification du phénanthrène par co-cristallisation avec l'acide 3,5-dinitrobenzoïque. Cette méthode consiste à recristalliser en solution, dans l'acétone par exemple, un mélange équimolaire de phénanthrène impur et d'acide 3,5-dinitrobenzoïque, pour former le co-cristal entre les deux composés (cristaux jaunes). Après filtration et lavage des co-cristaux, l'acide 3,5-dinitrobenzoïque peut être éliminé par action de l'eau à pH alcalin, tandis que le phénanthrène, insoluble, précipite, ce qui permet de l'isoler par séparation de phases [29].
- D'autres procédés, tels que la distillation azéotropique[30], la recristallisation en phase supercritique[27], ou la sublimation sous vide et gradient de température[31], peuvent être appliqués pour purifier le produit.

## Formes canoniques du phénanthrène
{\displaystyle \longleftrightarrow }  {\displaystyle \longleftrightarrow }  {\displaystyle \longleftrightarrow }  {\displaystyle \longleftrightarrow } 

## Production
Il est recueilli dans l'huile d'anthracène, dans le filtrat de résidus d'anthracène cristallisé, ou dans la fraction légère de distillation de l'anthracène brut.
L'huile étant elle-même produite par distillation du goudron de houille.

## Occurrence dans l'environnement

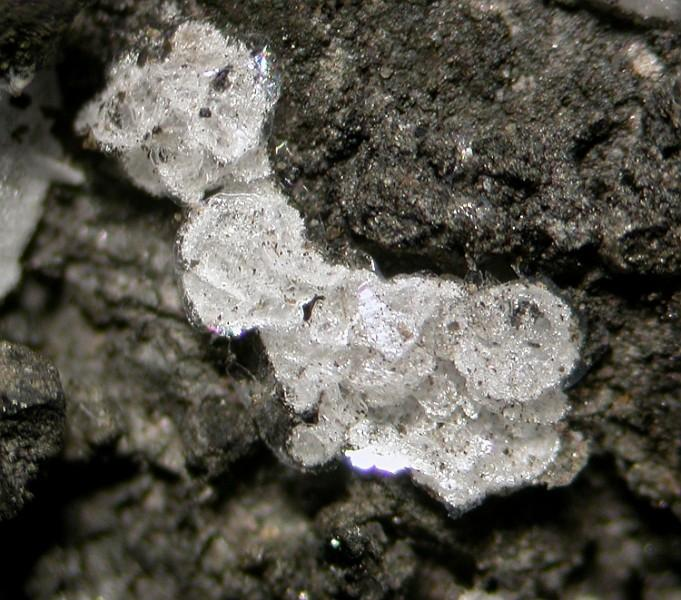
Échantillon de ravatite.

La ravatite est un minéral composé de phénanthrène.

## Utilisations
On l'utilise pour produire 
- des colorants,
- des explosifs (c'est un des polluants trouvés dans les sols pollués par certaines usines de munitions),
- des produits pharmaceutiques.
- C'est une base utilisée pour synthétiser d'autres produits chimiques (9,10-phénanthrénequinone, acide 2,2 diphénique) dont certains sont par exemple utilisés pour la fabrication de conducteurs électriques utilisés dans les batteries et les cellules photovoltaïques.

## Sources de pollution et d’exposition
Le phénanthrène provient essentiellement d'une mauvaise combustion de bois, charbon ou pétrole. Il est généralement associé à la formation de goudron.

On en trouve aussi dans fumée de tabac, les échappements de Diesel ou de moteur à essence, dans les viandes grillées au charbon de bois (barbecue), dans les huiles moteur usagées, etc. La principale voie d'exposition professionnelle est respiratoire ou cutanée dans de rares cas. La granulométrie, solubilité et capacité d'adsorption des particules aéroportées a une grande importance pour le calcul du risque lié à l'inhalation.
Dans le cas de la fumée de tabac, une étude récente menée par le professeur Stephen Hecht a permis de déterminer que l'apparition du phénanthrène dans le sang, intervenait entre 15 et 30 minutes après la consommation d'une cigarette, et le phénanthrène provoquait l'apparition d'une substance cancérigène à l'origine de lésions, de mutations au niveau de l'ADN des cellules .
Taux actuellement présent dans l'environnement : Selon la base de données HSDB (1999), on en trouve habituellement moins de 0,1 ng·m-3 dans l'air et jusqu'à 10 ng·l-1 dans l'eau de pluie ou les eaux de surface, le sol et les sédiments en contenant habituellement moins de 10 μg·kg-1.
Un indicateur d'exposition (ou IBE pour indice biologique d'exposition) aux HAP est généralement le naphtol urinaire, qui est dans la population moyenne compris entre zéro et 6 μg·l-1 chez les non fumeurs et inférieur à 40 μg·l-1 chez les fumeurs. En médecine du travail, l'exposition professionnelle au phénanthrène est réputée mieux mesurée par un dosage urinaire  des hydroxyphénanthrènes (ou phénanthrols), à partir d'échantillon récolté en fin de journée ou en fin de poste, en fin de la semaine de travail car il est bien corrélé à l'exposition au phénanthrène, mais soumis à d'importantes variations individuelles (il faut notamment tenir compte du fait qu'il est augmenté chez les fumeurs). Selon l'INRS, une exposition professionnelle à environ 3,5 μg  de phénanthrène par mètre cube d'air donne des taux urinaires de la somme des 1, 2+9, 3 et 4-OH phénanthrènes allant de 8 à 13 μg·g-1 de créatinine ; Une exposition autour de 40 μg·m-3 correspondant à un taux urinaires de la somme des 1, 2+9, 3 et 4-OH phénanthrènes d'environ 40 μg·g-1 de créatinine.

## Dégradation
Sa structure moléculaire le rend naturellement stable en milieu abiotique où son hydrolyse est a priori nulle.

Il est considéré comme peu biodégradable, mais une biodégradation ou absorption par des plantes et champignons spécialisés fait l'objet d'étude pour la dépollution de sols contaminés.
En milieu aqueux, jusqu'à 54 % du phénanthrène est dégradé en 4 semaines (méthode OCDE 301C), avec d'importantes variations selon la température, l'agitation, la présence de lumière (ultraviolets) et d'organismes vivants ou non (mais certains de ses métabolites peuvent également être toxiques, voire plus toxiques que la molécule mère). Sa demi-vie en milieu aqueux non adapté serait de 64 à 800 jours selon Howard en 1991. L'UE a retenu une demi-vie de 150 jours en eaux de surface (CE, 1996).
Il migre peu vers les eaux souterraines mais peut être concentré dans certains sédiments (La moyenne des valeurs de Koc issues de test sur des sédiments à différentes teneurs en matière organique : 21 380 l·kg-1, proche de la valeur donnée par les QSAR : 28 840 l·kg-1 (CE, 1996).)

Comme d'autres HAP il se dégrade lentement à la chaleur, aux UV, ou exposé à l’ozone ou au peroxyde d’azote (NO2).

## Toxicologie&écotoxicologie
C'est un produit bio-accumulable, dont la métabolisation et la cinétique dans l'environnement sont encore mal connus. La bioaccumulation a été mesurée pour quelques espèces par traçage de phénanthrène radiomarqué au carbone 14 avec confirmation par chromatographie quand on veut distinguer la molécule mère de ses métabolites.
Diverses expériences ont montré que les organismes aquatiques l'accumulent (plus ou moins selon l'espèce et les conditions du milieu) dans leur milieu intérieur et parfois fortement (par exemple chez certains crustacés) dans l'exosquelette chitineux)

### Facteur de bioconcentration(BCF)
Le (BCF pour bio-Concentration Factor) a été déterminé pour différents organismes vivant dans des milieux variés (eau, sol).
Attention : l'intensité et la durée d'exposition varient selon les expériences
Plantes : Elles peuvent absorber le phénanthrène et certains de ses composés par leurs feuilles s'il est en phase gazeuses et/ou particulaire, mais aussi via leurs racines quand il est dans le sol. Les algues réagissent en fixant moins l'azote.
Animaux : Ce produit semble affecter les animaux marins et a été étudié chez quelques animaux terrestres (dont collembole et vers de terre vivant en sols pollués). Les crustacés d'eau douce sont aussi affectés (test de la daphnie) ,,.

Crustacés : 
- le BCF pour quatre jours était de 210 chez une crevette marine (Crangon septemspinosa) exposée à une contamination en continu sur 4 jours à 4,3 μg·l-1, suivie d’une période de décontamination de 14 jours (dosages HPLC ; d'après McLeese et Burridge, 1987[46]) ;
- le BCF pour 6 h était très élevé (28 145) pour Pontoporeia hoyi exposée à une contamination en continu sur seulement 6 heures (0,7  à   7,1 μg·l-1) suivie d’une phase de décontamination de 14 jours. (Dosages Carbone 14 + chromatographie, selon Landrum, 1988). Cet essai n'a pas été retenu comme valeur de référence par l'INERIS parce que le BCF élevé résulte sans doute d'une fixation sur la chitine de la carapace, mais ce résultat garde une valeur pour l'écotoxicologie marine et la concentration dans la chaine alimentaire sauvage. De plus les carapaces de crabes et crevettes sont exploitées par l'industrie agroalimentaire pour en extraire des arômes.

Oligochètes ;
- le BCF pour 6 h était de 5 055 pour Stylodrilus heringianus exposée à une contamination en continu sur 6 heures à des concentrations de moins de 200 μg/L, avec période de décontamination de 8 jours (Dosages Carbone 14 + chromatographie, selon Frank et al., 1986[48]).

Mollusques marins : 
- le BCF pour 4 jours était de 1 280 pour Mya arenaria exposée à une contamination en continu (concentration de 4,3 μg·l-1 sur 4 jours, suivie d’une phase de décontamination de 14 jours, avec Dosages HPLC[49][source insuffisante]) ;
- Le BCF pour 6 h était de 1 240 pour la moule (filtreur) Mytilus edulis exposée à une contamination en continu (concentration de 4,3 μg·l-1) sur 4 jours suivie d’une phase de décontamination de 14 jours (dosages HPLC[49]).

L'INERIS a proposé de retenir comme référence le facteur de bioconcentrationde 5 055 (obtenue à partir de l’oligochète).

### Cinétique dans l’organisme, métabolisation
Les données manquent chez l’Homme, mais une contamination pulmonaire, orale ou cutanée semble possible et sont avérées sur le modèle animal. La voie percutanée est clairement démontrée chez l'Homme : Après application cutanée (8 h par jour, 2 jours consécutifs) d'une crème à  2 % de goudron de houille chez des volontaires sains, le phénanthrène est retrouvé le sang des volontaires étudiés Le métabolisme et la cinétique du phénanthrène n'ont cependant pas été spécifiquement étudiés dans l'organisme humain. On déduit de sa ressemblance chimique avec le naphtalène qu'il devrait induire la formation de quinones, de phénols et qu'il pourrait se conjuguer au glutathion. Voir les données (éco-)toxicologiques des articles ci-dessous ;
L'excrétion de la partie non métabolisée du Phénanthrène se fait essentiellement via les urines selon l'INERIS, de même pour la partie métabolisée selon les conclusions d'une étude de salariés d'une cokerie qui a montré que les taux des différents HAP absorbés (phénanthrène, pyrène et benzo(a)pyrène) étaient corrélables aux taux de leurs principaux métabolites connus (phénols et dihydrodiol) mesurés dans les urines  …alors que l'excrétion des autres HAP après biotransformation dans le foie en (poly)-hydroxy-HAP secondairement glucuro ou sulfoconjugués sont plutôt éliminés principalement dans les fèces (15 à 20 % seulement via l'urine)
Chez l’animal ; Le modèle animal a démontré le passage du phénanthrène via les parois intestinales, la peau et les muqueuses des voies respiratoires.
- voie intestinale : Du phénanthrène radio-marqué injecté par cathéter dans le duodénum de rats de laboratoire, est absorbé puis retrouvé dans la bile et les urines (avec une absorption plus forte en présence de bile) [52].
- Voie percutanée :  79,1 à 89,7 % d'une dose (6,6  à   15,2 μg·cm-2) de phénanthrène appliquée sur la peau de cobayes mise en culture ont été absorbés par la peau.

Ces résultats sont en accord avec ceux obtenus in vivo .
- Voies respiratoires : Trois chiennes (des Beagles) ont été exposées en laboratoire à 2,8 mg·kg-1 de phénanthrène  (instillation intra-trachéale) et à 7,7 mg·kg-1 de benzo[a]pyrène (inhalation d'un aérosol) ; 50 % du phénanthrène instillé et environ 100 % du benzo[a]pyrène administré étaient respectivement éliminés au bout de 1 minute et de 2,4 minutes. Les auteurs en déduisent que la clairance des HAP (très lipophiles) tels que le benzo[a]pyrène est limitée par la diffusion des HAP à travers les septas alvéolaires alors que la clairance du phénanthrène (moins lipophiles) est surtout limitée par le flux sanguin[54].

Une étude au moins a porté sur la métabolisation du phénanthrène, mais in vitro sur des cellules de peau de cobayes (Ng et al., 1991). Elle a montré que le phénanthrène y était transformé en 9,10-dihydrodiol phénanthrène, en 3,4-dihydrodiol phénanthrène, en 1,2-dihydrodiol phénanthrène, avec des traces d’hydroxy-phénanthrène.

### Toxicité aiguë?
D'après les données disponibles en 2005, elle n'a que peu été étudiée chez l’homme, de même que chez l’animal
Par voie externe.
- Quelques études existantes laissent penser que le phénanthrène ne présente pas de toxicité aiguë chez l'animal lorsqu'il est exposé par voie externe. Aucun test n'a montré chez l'animal de sensibilisation cutanée par contact avec phénanthrène[55].

Pour les autres voies :
- Des DL50 de 700 mg·kg-1 et de 1 000 mg·kg-1 ont été données pour la souris[56].
- La DL50 par voie intra-péritonéale est de  700 mg·kg-1[57]
- La DL50 par voie intraveineuse est de 56 mg·kg-1[56].

Effets induits : Ils ont peu été étudiés.

Chez le rat, l'injection intra-péritonéale a été suivie d'une congestion du foie, d'une augmentation des taux d’aspartate aminotransférase et d’alanine aminotransférase, puis d' γ-glutamyl transpeptidase après 24 h.

Chez le rat toujours, une exposition orale à 100 mg·kg-1·j-1 de phénanthrène durant quatre jours s'est traduite par 30 % d'accroissement de l’activité de la carboxylesterase (enzyme catalysant l’hydrolyse des esters acides carboxyliques) de la muqueuse intestinale, sans altérer l’action de la carboxylestérase hépatique et rénale. Sans autres symptômes de toxicité gastro-intestinale, cette seule réaction n'est pas considérée comme un signe de forte toxicité, mais c'est un indice qui peut annoncer la survenue d'effets plus sérieux rappelle l'INERIS.

D'autres rats exposés  4 jours à 100 mg·kg-1·j-1 de phénanthrène ont présenté une hausse minime du taux d'aldéhyde déshydrogénase cytosolique, mais très inférieure à celle observée pour les principaux HAP.

### Toxicité chronique
En 2005, l'INERIS ne disposait pas pour son évaluation de donnée sur d'éventuels effets systémiques chronique chez l’Homme.

### Effets cancérigènes?
Faute de données suffisantes ou disponibles (quel que soit le mode d’absorption de la molécule) ni chez l'homme, ni même chez l'animal, ce risque n'a pas été évalué ni par l’Union Européenne, ni par le CIRC/IARC, ni par l'US EPA (IRIS). Pour l'INERIS, les études faites sur les animaux laissent penser que le phénanthrène ne serait pas cancérigène, mais des données contradictoires existent, qui laissent penser que certains composés ou métabolites du produit pourraient être cancérigène.

En 2005, seule une étude avait en 1964 testé le rôle promoteur du phénanthrène ; elle n'avait pas à l'époque détecté d’effet promoteur , cependant selon des données plus récentes :
- dans les microsomes de foie de rats exposés, du phénanthrène est oxydé en une faible quantité de 1,2-diol-3,4-époxyde reconnu comme potentiellement cancérigène[63]
- 200 mg de phénanthrène donné dans de l’huile de sésame à 10 rats femelles Sprague-Dawley de 50 jours, n’ont pas induit de tumeur mammaire 10 jours après l’administration du phénanthrène selon Huggins et Yang en 1962[64]… Mais des rats oralement exposés à 20 mg de 7,12-diméthylbenz[a]anthracène développaient dans 100 % des cas des tumeurs mammaires.
- 3 applications par semaine d’une solution à 5 % de phénanthrène sur la peau de souris n’a pas induit pas de tumeur, même après application cutanée de benzo[a]pyrène (Roe et Grant, 1964), mais les auteurs ne citent pas dans l'étude le nom du solvant ni le nombre de souris testées ni leurs souches (Roe et Grant, 1964).

4 expériences ont testé le rôle initiateur potentiel du phénanthrène, 
- trois n'en ont pas détecté, par exposition orale ou cutanée à l’huile de croton ou au 12-otétradécanoylphorbol-13-acétate (TPA) (Lavoie et al., 1981[65] ; Salaman et Roe, 1956[66],[67]).
- l'une a détecté un puissant effet synergique :   10 µmol de phénanthrène appliqué sur la peau de souris sont sans effet cancérigène, mais 40 % des souris développent un papillome si ce traitement a été suivi, une semaine après, d'une application de TPA[Quoi ?] (5 µmol/dose, 2 fois par semaine, durant 34 semaines[68]. D'autres synergies toxiques ont été mises en évidence, avec le Cadmium[69].

### Effets génotoxiques?
Il n'a pas été examiné par l’Union européenne et un éventuel effet du phénanthrène sur la reproduction et le développement, chez l’homme ne semble pas avoir été étudié, ni chez l'animal; Il pourrait être étudié en France dans les milieux aquatiques, en complément du SEQ-Eau .

### Valeurs toxicologiques de référence (VTR)
Selon l'INERIS, il n'existait pas encore de VTR en 2005 de pour des « effets avec seuil » pour ce produit, mais une TDI (Tolerable Daily Intake, soit la quantité d'absorption journalière tolérable ou DJT (dose journalière tolérable, en français) a été proposée pour une exposition chronique par voie orale au phénanthrène : une TDI de 4×10-2 mg·kg-1·j-1 ; Cette valeur de risque a en fait été élaborée pour tous les hydrocarbures aromatiques de 10 à 16 carbones non actuellement considérés comme cancérigènes .

## Remédiation, dépollution
Cette molécule fait partie des toxiques et polluants pour lesquels sont testées de nouvelles techniques de phytoextraction ou phytodépollution,

## Métrologie
Les échantillons doivent être transporté rapidement et conservé réfrigérés (autour de 4 °C), dans flacons de verre teintés soigneusement scellés, et dans l'obscurité (le phénanthrène peut s'adsorber sur le plastique et est pour partie dégradé par la lumière). Les extraits ne doivent pas être évaporés à sec. Plusieurs échantillons sont recommandés (au moins deux) 
Différentes méthodes standardisées et normées sont reconnues au niveau internationales, pour l'eau, les sols, l'air, les sédiments… avec par exemple :
- NF ISO 17993 (2002)
- NF ISO 13877 (avril 1999)
- ISO 14507 (mars 2003):
- Méthode NIOSH 5506 (janvier 1998)
- Méthode NIOSH 5515 (janvier 1998)
- Norme NF X 43-041 (janvier 1998)
- Norme FD X 31-610 (novembre 1997)
- Méthode EPA 8100 (septembre 1986)
- Méthode EPA 8310 (septembre 1986
- Méthode EPA T0-13 (septembre 1986)